# Anelosimus
Anelosimus là một chi nhện trong họ Theridiidae

## Loài
- Anelosimus agnar Agnarsson, 2006
- Anelosimus analyticus (Chamberlin, 1924)
- Anelosimus andasibe Agnarsson & Kuntner, 2005
- Anelosimus arizona Agnarsson, 2006
- Anelosimus baeza Agnarsson, 2006
- Anelosimus biglebowski Agnarsson, 2006
- Anelosimus chickeringi Levi, 1956
- Anelosimus chonganicus Zhu, 1998
- Anelosimus crassipes (Bösenberg & Strand, 1906)
- Anelosimus decaryi (Fage, 1930)
- Anelosimus dialeucon (Simon, 1890)
- Anelosimus domingo Levi, 1963
- Anelosimus dubiosus (Keyserling, 1891)
- Anelosimus dubius (Tullgren, 1910)
- Anelosimus dude Agnarsson, 2006
- Anelosimus elegans Agnarsson, 2006
- Anelosimus ethicus (Keyserling, 1884)
- Anelosimus exiguus Yoshida, 1986
- Anelosimus eximius (Keyserling, 1884)
- Anelosimus fraternus Agnarsson, 2006
- Anelosimus guacamayos Agnarsson, 2006
- Anelosimus inhandava Agnarsson, 2005
- Anelosimus iwawakiensis Yoshida, 1986
- Anelosimus jabaquara Levi, 1956
- Anelosimus jucundus (O. P.-Cambridge, 1896)
- Anelosimus kohi Yoshida, 1993
- Anelosimus linda Agnarsson, 2006
- Anelosimus lorenzo Fowler & Levi, 1979
- Anelosimus may Agnarsson, 2005
- Anelosimus misiones Agnarsson, 2005
- Anelosimus monskenyensis Agnarsson, 2006
- Anelosimus nazariani Agnarsson & Kuntner, 2005
- Anelosimus nelsoni Agnarsson, 2006
- Anelosimus nigrescens (Keyserling, 1884)
- Anelosimus octavius Agnarsson, 2006
- Anelosimus oritoyacu Agnarsson, 2006
- Anelosimus pacificus Levi, 1956
- Anelosimus pantanal Agnarsson, 2006
- Anelosimus puravida Agnarsson, 2006
- Anelosimus rabus Levi, 1963
- Anelosimus rupununi Levi, 1956
- Anelosimus sallee Agnarsson & Kuntner, 2005
- Anelosimus salut Agnarsson & Kuntner, 2005
- Anelosimus studiosus (Hentz, 1850)
- Anelosimus sulawesi Agnarsson, 2006
- Anelosimus sumisolena Agnarsson, 2005
- Anelosimus taiwanicus Yoshida, 1986
- Anelosimus tosus (Chamberlin, 1916)
- Anelosimus tungurahua Agnarsson, 2006
- Anelosimus vondrona Agnarsson & Kuntner, 2005